# Ranuccio Tomassoni
Ranuccio Tomassoni (Terni, 1580 circa – Roma, 28 maggio 1606) fu un uomo di malaffare e un prosseneta.
La sua notorietà è dovuta al fatto che egli fu ucciso, in occasione di una partita di pallacorda (o comunque nelle immediate adiacenze del luogo dove a Roma si praticava quel gioco), dal celeberrimo pittore Michelangelo Merisi, detto il Caravaggio.
Era figlio di Lucantonio Tomassoni, militare di carriera di origini ternane che nel tardo Cinquecento si trasferì a Roma portando con sé la famiglia.

## Biografia

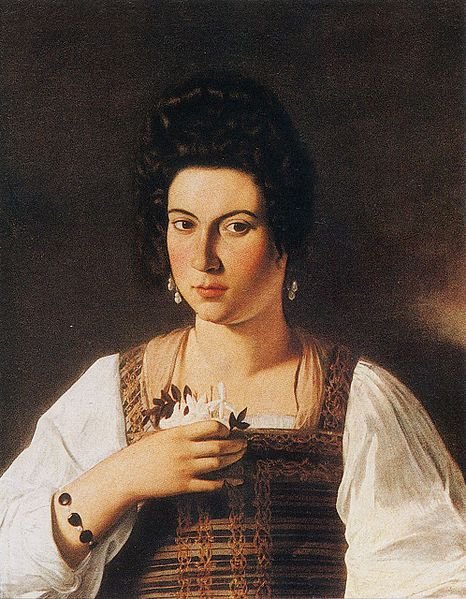
Il ritratto di Fillide Melandroni eseguito da Caravaggio per volere di Giulio Strozzi (1603-05)

Insediatisi a Roma i Tomassoni presero dimora nel Rione Campo Marzio. Già legati ai Farnese, qui entrarono nelle grazie anche della potente casata degli Aldobrandini. Tali patronati, unitamente alla loro spregiudicatezza e prepotenza, ne favorirono una rapida ascesa sociale: i Tomassoni divennero una sorta di clan temuto e rispettato.
Il loro business d'elezione fu quello del lenocinio d'alto livello: reclutavano prostitute giovani e belle offrendone i servigi a coloro che potevano pagarli (clero compreso). I buoni proventi di questa attività erano poi reinvestiti in speculazioni di varia natura: i Tomassoni risultano essere piuttosto ricchi e con le mani in pasta in diversi affari. Inoltre, la regia della prostituzione di alto bordo permise loro di allacciare varie relazioni con altri personaggi di riguardo - clienti delle loro “protette” - ciò che incrementò la loro influenza e gli appoggi di cui godevano. Non per caso uno dei fratelli di Ranuccio, Giovan Francesco Tomassoni, ricoprì la carica di caporione di Campo Marzio, distinguendosi peraltro per varie intemperanze.
Il membro del clan che gestiva per conto della famiglia il giro di prostituzione era proprio Ranuccio. Tra le donne a tal fine da egli ingaggiate vi fu anche Fillide Melandroni, divenuta poi una delle più celebri cortigiane della Roma del tempo. Fillide prima di entrare in affari con Ranuccio era già una prostituta, ma esercitava tale attività a buon mercato, concedendosi ad una clientela popolare. L'ingresso nella scuderia di Ranuccio comportò per Fillide un deciso salto di qualità circa il livello sociale dei frequentatori della sua alcova e conseguentemente dei suoi guadagni. Si pensa ad esempio che uno dei suoi nuovi aficionados sia stato Vincenzo Giustiniani, uomo ricchissimo e membro di una delle famiglie più influenti della città. Fillide quindi, sotto l'ala dell'introdotto ruffiano, passa dall'accontentare, per pochi scudi, bravacci da osteria ad essere richiesta ed apprezzata dal gran mondo romano.
I vantaggi per la donna furono anche di altro genere: è documentato che Ranuccio in alcune occasioni sia intervenuto per tirarla fuori dai guai con la legge, mentre in precedenza Fillide per il suo mestiere aveva già ripetutamente soggiornato a Tor di Nona e forse anche subito la pena della pubblica fustigazione riservata alle meretrici colte ad esercitare fuori dalla zona consentita. Peraltro, in tali episodi Ranuccio fa mostra di tutta la sua tracotanza, presentandosi al cospetto delle guardie pontificie visibilmente armato, il che era severamente vietato. Fatti che chiaramente dimostrano la caratura delle entrature di costui.
Si può anche pensare che tra Fillide e il suo sfruttatore vi sia stato, almeno in un primo momento, qualcosa di più di un rapporto strettamente professionale. In effetti sorpresa a letto con Ranuccio una sua collega, la Melandroni, tentò di ammazzarla. La reazione però potrebbe spiegarsi, in alternativa ad un accesso di gelosia sentimentale, col timore di Fillide di perdere il ruolo di prima donna e i relativi introiti. 

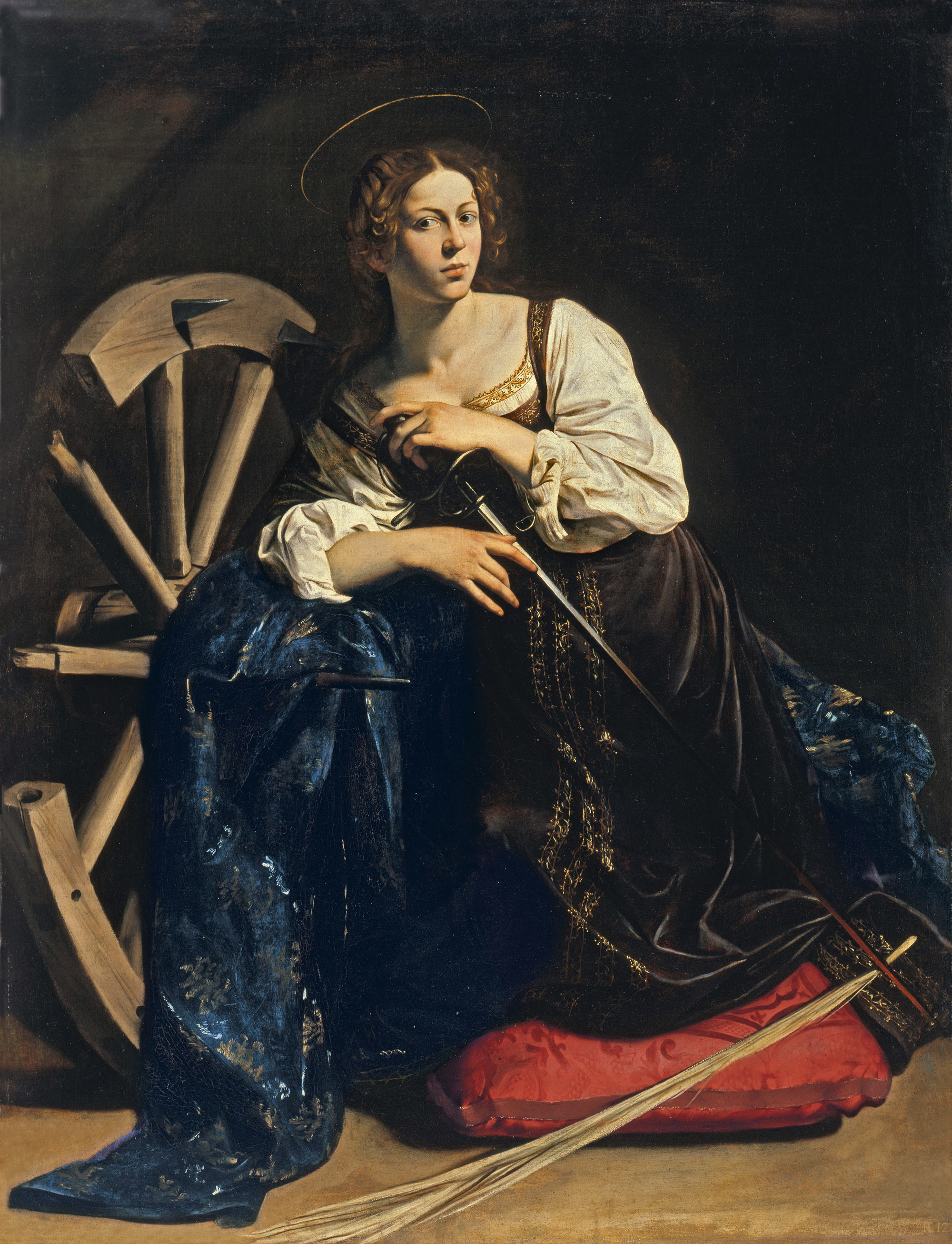
Caravaggio, Santa Caterina d'Alessandria, 1598-99, Madrid, Museo Thyssen-Bornemisza

Per quanto riguarda la natura dei rapporti con Caravaggio l'unico dato sicuro è che Caravaggio, presumibilmente su commissione del nuovo amante della donna, il nobile e letterato veneziano Giulio Strozzi, eseguì un ritratto di lei. Si tratta del dipinto già a Berlino, andato disperso alla fine della seconda guerra mondiale.
Lo storico dell'arte tedesco Hermann Voss, nel 1923, ritenne che la matrona raffigurata in questa tela - che peraltro egli identifica non in Fillide Melandroni ma nella moglie dell'amico di Caravaggio Onorio Longhi, Caterina Campani - avesse una certa somiglianza con la modella che posò per la  Santa Caterina di Alessandria del museo madrileno. Altri in seguito colsero analoghe affinità somatiche con la Giuditta e con la Maddalena del quadro di Detroit.
Si arrivò così via via all'idea che in questi quattro dipinti sia raffigurata sempre la stessa donna che, essendosi nel mentre chiarita l'identità di quella ritratta nel dipinto perduto di Berlino, venne infine individuata in Fillide.
Di qui, quindi, l'assunto che tra Caravaggio e costei vi sia stato un rapporto di stretta consuetudine e verosimilmente una relazione amorosa.
In definitiva, considerando che una relazione d'amore (o di qualunque altra natura) tra Fillide Melandroni e il Merisi non è attestata da nessun documento storico, né ve ne è traccia nelle prime biografie di Caravaggio, si deve registrare che la liaison tra la famosa cortigiana e l'artista - pur divenuta un topos - si fonda unicamente su una serie di labili deduzioni.
Del resto, se anche in tutti i dipinti menzionati fosse presente Fillide Melandroni, ciò, nel totale silenzio delle fonti circa rapporti d'altro genere con Caravaggio, dimostrerebbe soltanto che il pittore si sarebbe avvalso più volte di lei come modella. Attività sussidiaria peraltro non infrequente per le prostitute del tempo, stante la riprovazione sociale che all'epoca vi era per la circostanza che una donna di buoni costumi posasse a pagamento per un pittore.

## La morte di Ranuccio Tomassoni

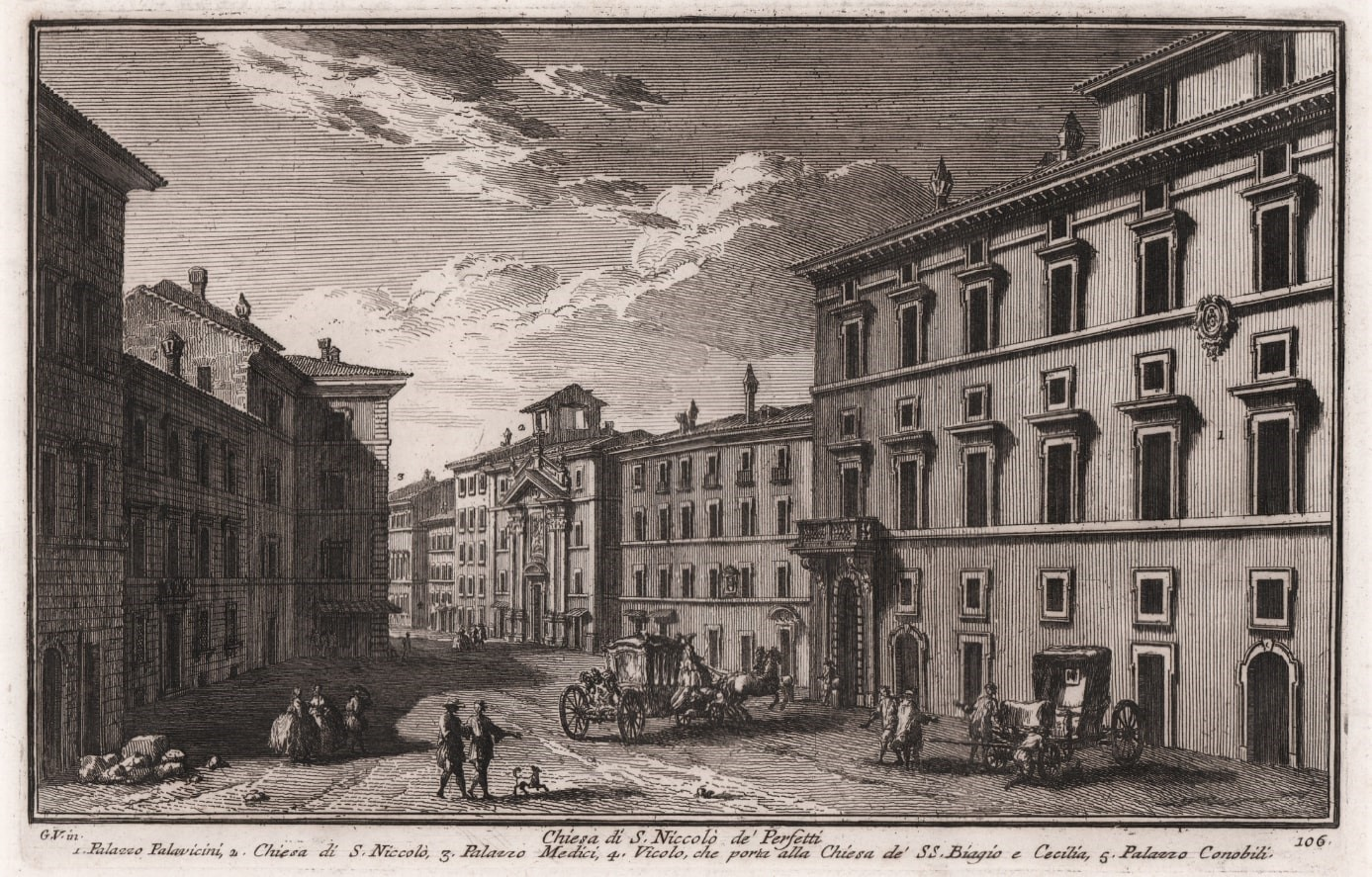
Roma, via dei Prefetti - Il luogo dell'omicidio in un'incisione settecentesca

I primi resoconti del fatto descrivono la morte di Ranuccio Tomassoni come l'esito di un banale alterco, poi tragicamente degenerato, sorto con il Caravaggio durante una partita di pallacorda: c'è chi disse che tutto iniziò perché il pittore, battuto al gioco dal suo avversario, si sarebbe rifiutato di pagare la somma messa in palio, altri riportano che la scintilla della lite sarebbe stata una divergenza di vedute sulla regolarità di un'azione della partita. Una sorta di omicidio d'impeto.
Le moderne ricerche sono invece giunte ad una ricostruzione molto diversa dell'evento. Alcuni atti giudiziari, infatti, avvalorano decisamente l'ipotesi che già qualche tempo prima dell'alterco che portò all'omicidio di piazza di Firenze, Caravaggio e il prosseneta fossero venuti alle armi.
Si pensa pertanto che la sera del 28 maggio 1606 Michelangelo e Ranuccio non misero mani alle spade per caso e per futili motivi: tra loro c'era con ogni probabilità una sfida deliberata, risolutiva delle questioni rimaste in sospeso. La partita alla pallacorda sarebbe stata solo un pretesto per entrambi: fingere che il loro scontro fosse dovuto ad una banale lite di gioco - fortuita e non premeditata - avrebbe potuto mitigare le conseguenze sanzionatorie, durissime per i duelli, in caso di intervento della forza pubblica pontificia.
D'altra parte Caravaggio al campo di pallacorda si presentò in compagnia - oltre che dell'inseparabile Onorio Longhi, amico fraterno e compagno di mille bravate - di due uomini d'arme, assoldati alla bisogna: scorta in effetti insolita per chi avesse in mente di recarsi a fare un'innocua partita a racchetta. Anche Ranuccio del resto non era solo ma affiancato dai suoi cognati e dal fratello Giovan Francesco, uomo aduso alla spada dato il suo passato militare sulle orme del padre.
E' ricorrente la congettura che la causa dell'inimicizia fra i due contendenti possa individuarsi nella reciproca gelosia per Fillide Melandroni, dei cui favori entrambi sarebbero stati bramosi o piuttosto Ranuccio preoccupato che la frequentazione del pittore sottraesse alla sua prima donna tempo per più lucrosi incontri. Si è detto però su quali evanescenti tracce si fondi il presunto rapporto d'amore tra l'artista e la mondana, del quale non v'è alcun riscontro documentale.
Peraltro, l'ipotesi in discorso sembra attagliarsi poco alla biografia di Fillide: nel 1606 la Melandroni era già strettamente legata, e da alcuni anni, a Giulio Strozzi, nobiluomo e poeta veneziano innamoratosi di lei, per la disperazione della famiglia di lui. Improbabile quindi che costei, all'epoca della morte di Ranuccio, avesse ancora a che fare con il suo antico mezzano, quanto meno per l'esercizio in prima persona del meretricio. Fu peraltro proprio lo Strozzi, come già rilevato, a commissionare al Caravaggio il ritratto della Melandroni, andato poi perduto.
In alternativa, c'è chi tra le ragioni di discordia tra il Merisi e i Tomassoni ha ipotizzato motivazioni politiche: questi ultimi infatti, si pensa in quanto gravitanti nell'entourage di Cinzio Passeri Aldobrandini, erano filo-spagnoli, mentre Caravaggio sembra nutrisse simpatie francesizzanti. Elemento che può calarsi nel clima peculiarissimo che si respirò a Roma la sera della morte di Ranuccio: il 28 maggio 1606 ricorreva infatti la vigilia del primo anniversario dell'ascesa al soglio pontificio di Paolo V Borghese. Come era tipico nella Roma dell'epoca vi furono grandi festeggiamenti pubblici, che però degenerarono in diversi violenti scontri tra partigiani della Spagna e sostenitori della Francia, cioè le due fazioni politiche in cui si divideva la città.
Qualunque sia stato il casus belli, è un fatto che Caravaggio quella sera ferì a morte Ranuccio Tomassoni. Baglione racconta che la stoccata colpì alla coscia, ma cionondimeno il Tomassoni morì rapidamente: appare plausibile pensare ad una rescissione dell'arteria femorale con conseguente veloce dissanguamento. Una dinamica quindi che forse potrebbe evocare piuttosto un omicidio preterintenzionale che doloso. In ogni caso però Caravaggio fu condannato al bando capitale, quindi a morte.
Anche l'artista fu seriamente ferito nello scontro pare ad opera del fratello del morto, come detto anch'egli presente sul luogo del duello e temibile spadaccino.
In conseguenza di questi fatti Caravaggio dovette subitaneamente fuggire da Roma, dove non avrebbe fatto mai più ritorno.